# ホン・ウンギ
ホン・ウンギ（韓国語：홍은기、1997年9月29日 - ）はDAOLエンターテインメント所属の大韓民国の歌手、俳優である。

## 出演

### 映画
- ヨンス（2020年）[1]
- ミスターボス（2020年）[2]

### ドラマ
- オタク人生日誌（2020年、ウェブドラマ）[3]
- Some Air（2021年、LETfilm）- ユ・ジュウォン役[4][5]
- アイドル:THE COUP D'ETAT（2021年、JTBC）- ユル役[6]